# Alchemilla ivonis
Alchemilla ivonis är en rosväxtart som beskrevs av Pawl.. Alchemilla ivonis ingår i släktet daggkåpor, och familjen rosväxter. Inga underarter finns listade i Catalogue of Life.